# Idioma wayú
El idioma wayú (autoglotónimo: wayuunaiki; AFI: [waˈjuːnaiki] Wajúu: identidad étnica y naiki: idioma) es una lengua amerindia originaria de la península de La Guajira; es la segunda lengua más hablada en el extremo norte del Caribe Colombiano específicamente en el departamento de La Guajira y en el norte del estado venezolano del Zulia; pertenece a la familia lingüística arawak, subfamilia maipureana, tronco norte, cercanamente relacionado con la lengua de los añú de la costa zuliana, la de los lokono de las Guayanas y la de los taínos de las Antillas.
Estudios de Willem Adelaar estimaban que en 1994 tenía 324 000 hablantes. En cambio, según Ethnologue, en 1995 eran sólo 305 000, de los que 170 000 vivían en Venezuela y 135 000 en Colombia. En un estudio de 2005 por la Universidad de Oriente, se afirmaba que eran 350 000, pero otros los redujeron a 240 000, con un 50% de monolingües y otro tanto de bilingües wayú-castellano. Un lustro más tarde, la Universidad del Zulia afirmaba que eran casi 400 000 hablantes. Un libro de E. Silva (2008), Conociendo a mis hermanos Wayuu, afirmaba que la etnia tenía 300 000 miembros en Colombia y 400 000 en Venezuela.
WAYUUNAIKI'PÜ es una organización wayuu que actualmente trabaja de forma mancomunada con otros sectores para la conservación de la lengua wayuu (wayuunaiki). Tiene su sede en la Guajira colombiana, específicamente en el Resguardo Perratpu, un territorio en traslape con el Santuario de Flora y Fauna Los Flamencos, área protegida del Sistema de Parques Nacionales Naturales de Colombia.
Esta organización étnica y conservacionista está conformada por un grupo de profesionales lingüistas nativos, pertenecientes a la etnia indígena wayuu.

## Historia
La forma fonética de algunos de los primeros americanismos muestra que la lengua de la que fueron tomados comparte isoglosas con el moderno guajiro. Eso sugiere que puede ser interpretado de dos maneras: la primera posibilidad es que el guajiro compartía con las variantes de taíno de las Antillas, algunos rasgos fruto de cambios lingüísticos compartidos por ese grupo de lenguas. Esta es la posibilidad aceptada por la mayoría de especialistas:
(español) ají < *aší / (guajiro) haši / arawak-lokono hači < *hátʰi 'chile (pimiento)'
(español) aje < *áše / (guajiro) háiši / arawak-lokono haliči < *hálitʰi 'batata'
Estos ejemplos muestran que el taíno habría estado más cercano al guajiro que al lokono. La otra posibilidad es que los préstamos no hubieran sido tomados del taíno sino directamente de otras lenguas de la costa norte del Caribe relacionadas con el guajiro.
La distribución precolombina del guajiro parecía más restringida que la que ocupó posteriormente, e incluso actualmente. Su territorio originario era la península de La Guajira. Posteriormente ocupó todas las orillas del lago de Maracaibo, desplazando en su expansión a las lenguas timote-cuica.

### El idioma wayú en la actualidad
Desde los años '80, en la Guajira colombiana se imparte educación bilingüe español-wayuunaiki en un modelo educativo diseñado por el Centro Etnoeducativo Kamüsüchiwoꞌu y con apoyo financiero del gobierno colombiano y la empresa que administra la mina de Cerrejón; por otro lado, si bien el idioma ha tenido una limitada tradición literaria, existe actualmente un creciente interés en rescatar y promover el uso de este idioma; como por ejemplo, se está publicando un periódico bilingüe en idioma wayú e idioma español publicado en Venezuela y distribuido en Venezuela y Colombia, llamado Wayuunaiki; además, el gobierno de Colombia se está encargando de compilar una traducción al idioma wayú de una de las obras más representativas del escritor colombiano Gabriel García Márquez, Cien años de soledad.
En el año 2008 se comenzó a desarrollar la primera versión de la Wikipedia en idioma wayuunaiki, proceso con el cual se comenzó a sistematizar y a compilar el conocimiento del pueblo wayuu a través artículos enciclopédicos. En el año 2022 el proyecto tomo un rumbo importante al ser dirigido por un grupo de activistas locales desde la Guajira colombo-venezolana, este grupo se autodenomino Wikimedistas Wayuu, quienes desarrollaron artículos para la incubadora de Wikimedia Archivado el 24 de enero de 2022 en Wayback Machine.. Fue hasta el 27 de febrero de 2023 que el proyecto Wikipeetia süka wayuunaiki logró salir de la incubadora y pasó a ser una Wikipedia oficial.
En diciembre de 2011, la Fundación Wayuu Taya en alianza con Microsoft, presentaron el primer diccionario de tecnología en wayuunaiki, luego de tres años de trabajo en conjunto con lingüistas y profesionales de las tecnologías de la información.
El 26 de enero del 2017 se presentó oficialmente la traducción del libro El Principito al wayuunaiki "Pürinsipechonkai" en la ciudad de Maracaibo, Estado Zulia, Venezuela, gracias al apoyo de Fondation Jean Marc Probst Pour Le Petit Prince de Suiza en alianza con Editorial Milagros Rosales-Ebdm Group ca en Maracaibo con su equipo de traductores en Venezuela: José Álvarez, Edixa Montiel, José Fernández y traductor en Colombia: Alicia Dorado, en la primera edición la impresión fue de 2200 ejemplares, distribuidos en calidad de donación a 401 Colegios de la División Indígena del Estado Zulia, Programa Araguaney del Estado Zulia, Todas las Bibliotecas Públicas del Estado Zulia, Bibliotecas de las Universidades UNICA, LUZ, URBE, URU y UPEL, Consulado Colombiano en la Ciudad de Maracaibo para la distribución en sus escuelas y bibliotecas de la Guajira, así como también a diferentes autoridades de Venezuela y Colombia.

## Fonología
Registra seis vocales y 16 consonantes.
|          | Anteriores | Centrales | Posteriores |
| -------- | ---------- | --------- | ----------- |
| Cerradas | i          | ɨ         | u           |
| Medias   | e          |           | o           |
| Abiertas |            | a         |             |

Todas las vocales pueden ser geminadas (largas): aa, ee, ii, ɨɨ, oo, uu. la vocal central baja ɨ se escribe ü.
|                   | labial | alveolar | palatal | velar | glotal |
| ----------------- | ------ | -------- | ------- | ----- | ------ |
| oclusivas         | p      | t        | c       | k     | ʔ      |
| nasales           | m      | n        | ɲ       |       |        |
| fricativas        |        | s        | ʃ       |       | h      |
| vibrante lateral  |        | ɺ        |         |       |        |
| vibrante múltiple |        | r        |         |       |        |
| aproximantes      | w      |          | j       |       |        |

ɺ es una vibrante lateral que se pronuncia con la lengua un poco más lateral y más atrás que la "r" del castellano, se escribe "l". la vibrante doble (rr) se escribe "r".
La longitud de las consonantes oclusivas (p, t, k) y nasales (m, n) puede ser larga, caso en el cual se escriben dobles (pp, tt, kk, mm, nn).
El acento en wayú recae generalmente en la segunda sílaba de la palabra, excepto cuando comienza en vocal geminada (VV) o consonante seguida de vocal geminada (CVV) o con sílaba cerrada (CVC), caso en el cual el acento recae en la primera vocal. En las palabras de acento irregular que no cumplen estas reglas, el acento se marca al escribir con una tilde. 
La nasalización ocurre fonéticamente en wayú, pero no tiene carácter fonémico. Se presenta en las vocales al lado de consonantes nasales o como rasgo enfatizador de determinadas palabras como ââ "sí", mâꞌî "muy" o êêjû "olor".

## Gramática
Es una lengua aglutinante. 
Los sustantivos se expresan con un sufijo que indica el número plural (-kana) o el singular según sea del género masculino (-kai) o no masculino (-kat). La clasificación plural, singular masculino, singular femenino afecta toda la lengua y en particular a los pronombres y las conjugaciones de los verbos.
Los pronombres demostrativos, por ejemplo, tienen una raíz que indica si es masculino singular (chi-), no masculino singular (tü-) o plural (na-), que se usa en la forma básica para indicar la presencia más cercana (este, esta, estos) y a la que se agrega un sufijo para indicar grados de mayor distancia (-ra/--la, -sa, -a/-ia/-ya), así:
|                       | masculino         | no-masculino                | plural                        |
| --------------------- | ----------------- | --------------------------- | ----------------------------- |
| adyacente al hablante | chi este          | tü esta, esto               | na estos, estas               |
| adyacente al oyente   | chira ese         | türa esa, eso               | nala esos, esas               |
| no-adyacente          | chisa aquel       | tüsa aquella, aquello       | nasa aquellos, aquellas       |
| lejano                | chia aquel lejano | tia aquella, aquello lejano | naya aquellos/-as lejanos/-as |

El interrogativo "¿quién?" tiene forma general no masculina jarat, forma masculina jarai y plural jaralii. Así pasa con "¿Por qué" o "¿cómo?" (jamüsü, jamüshi, jamüshii) y con "¿cuánto tiempo?" que además se diferencia en pasado (jetsüirü, jetsüichi, jetsüina) y futuro (jetseerü, jetseechi, jetseena).
Los pronombres personales son:
|             | masculino          | no-masculino      | plural             |
| ----------- | ------------------ | ----------------- | ------------------ |
| 1.ª persona | tayakai yo (masc.) | tayakat yo (fem.) | waya nosotros, -as |
| 2.ª persona | piakai tú (masc.)  | piakat tú (fem.)  | jia vosotros, -as  |
| 3.ª persona | nia él             | shia ella         | naua ellos, -as    |

El primer fonema (sonido, letra) del respectivo pronombre personal, se desempeña como raíz (t-, p-, n- sh- o s-, w-, j-, n-) de los pronombres posesivos, los cuales son prefijos que incluyen además la vocal -a- en primera persona (ta- mi, wa- nuestro) y en el plural de la tercera persona (na- de ellos) o en las demás personas depende del fonema inicial de los sustantivos respectivos, de manera que (pi-/pü-/pu- tu, ni-/nü-/nu- de él, shi-/sü-/su- de ella). En forma similar el respectivo fonema inicial se puede desempeñar como prefijos de conjugación de los verbos de acción, pero las variaciones vocálicas que ocurren en las mismas personas y géneros que en los pronombres posesivos, no son propias del prefijo, sino afectan a la vocal con que comienza el verbo, la cual se convierte de baja en alta (i por e, ü por u, u por o).
Los verbos que expresan una acción comienzan con la vocal baja a o las medias e, o, son todos transitivos y algunos intransitivos; mientras los verbos que expresan un estado comienzan generalmente por una consonante o una vocal alta i, ü, u (con algunas excepciones como anaa "estar bien"), son todos intransitivos y no admiten conjugación con prefijo personal. 
También se diferencian por su comportamiento en la conjugación de algunos tiempos y modos, dos clases de verbos según el sufijo que marca su infinitivo, que en la clase 1 es una vocal geminada -VV, y en la clase 2 es una vocal simple seguida de -waa. 
En general, el verbo precede al predicado u objeto y éste al sujeto (tipo VOS). Se presentan dos esquemas de predicación: uno bifurcado predicado-sujeto y uno sintético, predicado-centrado o compacto., en el cual la oración se compone de sólo de un sintagma con núcleo verbal. La conjugación se hace mediante prefijos personales, infijos y sufijos de modo, tiempo y aspecto y de número-género del objeto. La negación se indica con el prefijo m-, aunque también existe el verbo negativo nójolaa ("no ser", "no estar", "no haber"), y además "no haber" o "no tener" se puede expresar con el prefijo ma- seguido del respectivo sustantivo. 
Los adjetivos preceden al sustantivo y muchos son derivados verbales y en general se verbalizan (indican lo que es algo). Los números son:
1 wane, waneesia
2 piama
3 apünüin
4 pienchi
5 jarai
6 aippirua
7 akaratachi
8 mekiisat
9 mekietsat
10 poloo
11 poloo waneemüin. Los números subsiguientes también se forman agregando a la primera decena poloo la unidad respectiva con un sufijo derivado de -(a) müin: 12 p. piammüin, 13 p. apünüinmüin, 14 p. pienchimüin, 15 p. jaralimüin, 16 p. aippiruamüin, 17 p. akaratachimüin, 18 p. mekiisalümüin, 19 p. mekiétsalümüin.
20 piama shikii. Las decenas posteriores también se indican agregando la palabra shikii al dígito respectivo, 30 apünüin shikii, etc.
El wayú presenta sufijos o infijos como marcas de caso, en lugar de las preposciones del castellano. Por ejemplo:
Locativos:
-(a) paꞌa "en"
-(e) roku "en" (en el agua u otro líquido)
-(a) nain "sobre", "en"
-(a) pünaa "por", "a través de"
Instructivo: -(a) alin "por" (causa, autoría)
Inesivo: -(a) luꞌu "dentro de"
Ablativo: - (a) jee "desde", "de"
Adlativo: -(a) müin "hacia", "a"
Dativos: 
-(a) püla "para"
-(o) ulia "de", "con referencia a"
-(a) tüma "a", "por"
-(a) aꞌu "sobre", "por", "a cerca de"
Instrumental: -(a) ka "con"
Comitativo: -(a) maa "con", "acompañado de"
Genitivo: -se-, -in-, "de" (posedo)
Citativos:
-ya (para aquel de quien se habla)
-chon (afectuoso, diminutivo)
Vocativo: -ee (para quien se está hablando)
En las marcas de caso la primera vocal generalmente se modifica de acuerdo a la terminación de la palabra con la cual se enlaza. La marca puede añadirse al respectivo demostrativo que corresponde al sustantivo aparecer como palabra completa al final de una interrogación.

## Escritura
El alfabeto del idioma wayú consta de 20 grafemas:
Grafemas: A/a, Ch/ch, E/e, I/i, J/j, K/k, Ꞌ/ꞌ, L/l, M/m, N/n, O/o, P/p, R/r, S/s, Sh/sh, T/t, U/u, Ü/ü, W/w, Y/y.
Consonantes: ch, j, k, l, m, n, p, r, s, sh, t, w, y.
Vocales: a, e, i, o, u, ü.
Consonante glotal o saltillo (letra): Ꞌ/ꞌ.
Letras en el idioma wayú: A/a, E/e, I/i, J/j, K/k, Ꞌ/ꞌ, L/l, M/m, N/n, O/o, P/p, R/r, S/s, T/t, U/u, W/w, Y/y.
Letra diacrítica: ü.
Dígrafos: ch, sh.
Letras alfabeto latino, wayú: a, c, e, h, i, j, k, l, m, n, o, p, r, s, t, u, w, y.

## Algunas expresiones wayú
| Wayuunaiki | Español       |
| ---------- | ------------- |
| Eꞌinaluꞌu  | Posaderas     |
| Aꞌpülaa    | Arma de fuego |
| Aꞌülü      | Suegra        |
| A'anawaa   | Vestirse      |
| Acheꞌe     | Oreja         |
| Achon      | Hijo          |